# 国際プロレス
国際プロレス（こくさいプロレス）は、かつて存在した日本のプロレス団体。正式名称はインターナショナル・レスリング・エンタープライズ株式会社（International Wrestling Enterprise）。略称はIWE（アイ・ダブリュー・イー）。

## 概要
1967年1月5日、大阪府立体育館にてアントニオ猪木の東京プロレスとの合同興行で旗揚げ戦を開催。TBSと東京12チャンネル（現：テレビ東京）で定期放送されていた。テレビの定期放送終了の半年後、1981年8月9日の北海道羅臼町大会で活動を停止し、9月30日に解散。団体名の名付け親はプロレス評論家の菊池孝という説があったが、菊池は小佐野景浩が2010年に行なったインタビューでこれを明確に否定しており「吉原さんが考えたんじゃないか」と語っている。
事務所は当初は東京都港区青山に置いたが、1970年に渋谷へ移転し、1972年に新宿区高田馬場の原田ビル（現在の新陽ビル）に移転し、解散まで使用した他、道場は当初は青山や渋谷の事務所と同居だったが、1973年に埼玉県大宮市（現：さいたま市大宮区）に移転。大宮にあった道場は埼玉県道35号（産業道路）沿いで、なおかつ京浜東北線与野駅とさいたま新都心駅（当時は、さいたま新都心駅は未開業）の中間付近に所在していた。
金網デスマッチの開催、選手入場時のテーマ曲の採用、日本人レスラー同士の対戦、日本人覆面レスラー（覆面太郎）の登場、日本人ヒールユニット（独立愚連隊）の結成、専用移動バスの導入、移動体育館の導入、外国人留学生制度など、当時としては斬新だった事例を他団体に先駆けて取り入れるなど、進取の気風に富んでいた。

## 歴史

### 旗揚げ - 東京プロレスとの業務提携
創業者の吉原功社長は、早稲田大学レスリング部出身の元プロレスラーで、日本プロレスの営業部長を務めていた。しかし力道山の死後、経理担当取締役の遠藤幸吉とリキ・スポーツパレスの売却問題を巡って対立。1966年10月5日に日本プロレスを退社し、新団体の国際プロレス（インターナショナル・レスリング・エンタープライズ株式会社）を設立。創業当初は陣容が手薄だったこともあり、旧来の「団体」という形ではなく、シリーズごとに選手と出場契約を交わし、試合をするリングのみを提供するという、アメリカのプロレス業界と同様のフリーランス・システムを提唱、プロダクション的な「興行会社」のスタイルを志向していた。同年10月24日の役員人事発表の際にも、吉原は「団体間で潰し合うことはせず、日本プロレス界の発展に尽力したい。プロレスは相撲の社会とは違う。アメリカと同様スタイルのスマートな団体とする」などと会見。そのため当初は日本プロレスにも協力を求めていたが、日本プロレス側はこれを拒絶。この構想は機能することは無く、自前の所属選手を抱えて興行を打つ従来型のプロレス団体への転換を余儀なくされた。なお日本のプロレス団体で、最初に所属選手の契約書を作ったのは国際プロレスである。
アメリカで活躍する日本人レスラーのヒロ・マツダをエース兼ブッカーとし、日本プロレスからマツダの日体荏原高校時代の後輩であるマティ鈴木およびアマチュアスポーツのトップアスリートだった杉山恒治（サンダー杉山）と草津正武（グレート草津）を同道。旗揚げに際しては国際プロレスに先んじて旗揚げしたものの、興行不振で単独での興行能力を失っていた東京プロレスからアントニオ猪木らが参加し、合同興行の形で『パイオニア・シリーズ』と銘打たれた旗揚げシリーズを1967年1月に開催。合同興行とはいえ主催は国際プロレスで、東京プロレス側にギャランティーを支払うという形で話がまとまった。ダニー・ホッジ、ザ・ケンタッキアンズ（ジェイク・スミス&ルーク・ブラウン）、エディ・グラハム、ジョニー・バレンタインを招聘し、アメリカでもコンビを組んでいた猪木とマツダのタッグや、アメリカンサイズのリング、タレントによるリングアナウンスなどの演出も注目を集めたが、テレビ局との放映契約を結べなかったこともあり、興行は振るわず東京プロレスとの提携もこの旗揚げシリーズのみで破綻する形となった。当初、マツダのブッキングでホセ・ロザリオ、ターザン・タイラー、スプートニク・モンロー、ボブ・オートンなどを招聘して春に旗揚げ第2弾シリーズを行う予定であったが、これらの諸事情により中止となった。なお、代表の吉原は、この東京プロレスとの合同興行を開催した際にギャラの問題で猪木と揉めたことから、のちに猪木が日本プロレスを追放された直後に「レスラーとしての猪木の実力は高く評価するが、人間としての猪木は全く信用出来ない。絶対にうちのリングに上げることは無い」と明言し、猪木は国際プロレス崩壊まで国際のリングに上がることはなかった。
国際プロレスと決別後の東京プロレス残党のうち、猪木は永源勝（永源遙）、北沢幹之、柴田勝久らと日本プロレスへ帰参したが、木村政雄（ラッシャー木村）、寺西勇らは国際プロレスに残留。猪木らの離脱と入れ替わるように、旗揚げ興行に参加しなかった豊登が国際プロレスに参戦し、マツダとのタッグが看板チームとなった。
しかし、戦力・資金・テレビ中継の有無でも日本プロレスとの差は歴然とし、1967年8月14日に大阪で行われた日本プロレスとの興行戦争（日本プロレスは大阪球場、国際プロレスは大阪府立体育館で、それぞれ開催。日本プロレスのメインイベントはジャイアント馬場対ジン・キニスキーのインターナショナル・ヘビー級王座戦、国際プロレスのメインイベントはマツダ&サム・スティムボート対ロジャー・カービー&ビル・ドロモ戦）は「大阪夏の陣」として話題となったが、宣伝において飛行機によるビラ撒き作戦などを駆使して2万人の観衆を集めた日本プロレスに対し、国際プロレスは4200人の観客動員で終わるなど、興行面で惨敗してしまう（興行の開催は国際プロレスが先に発表しており、日本プロレスが、それに対抗して戦争を仕掛けた形となった）。

### TBSプロレスとして再起動
吉原はTBSとフジテレビに対してテレビ中継に関する交渉を開始し、TBSも1967年1月に国際プロレスへの信用調査を開始し、同年2月に「定期放送に値する団体である」と結論付け、上申書には「猪木とマツダの試合を放送するのが絶対条件」の一文を付け加え、TBSは吉原に対して猪木の国際プロレス入団を要請した。TBS社長の今道潤三は1967年4月4日の記者会見で、「プロレス中継参入に関して検討しており、国際プロレスとの打ち合わせを開始した」と会見した一方で、2日後の4月6日には猪木の日本プロレス復帰会見が行われ、これによりTBSによる猪木の国際プロレス入団計画は頓挫した。最終的にTBSとフジテレビの2局とも放送にゴーサインを出したが、吉原はTBSを選択した。そして同年9月11日、TBSとの放映契約が締結され、調印式には国際プロレス側からは吉原が、TBS側からはTBS運動部部長の鶴田全夫とTBS運動部副部長の森忠大が出席した。国際プロレスは資金調達の名目で、吉原の早稲田大学時代の友人である森の仲介により、広島の乳業会社社長だった岩田弘に株を譲渡して融資を仰いだ。この結果、岩田が国際プロレスの新しいオーナーとなり、TBSのバックアップを受ける形で仕切り直しを行うこととなった。また、同時期にマツダが負債処理方法をめぐって吉原と対立し、国際プロレスを離脱。マツダに代わる外国人招聘のブッカーとして、4年前に日本プロレスの契約を打ち切られたグレート東郷が迎えられた。
同年11月7日、TBSによる全国中継開始の記者会見が行われ「来年1月からの中継開始」が発表された。会見には鶴田と森および岩田が出席したが、吉原は姿を現さなかった。そのため、吉原はTBSと岩田によって蚊帳の外に追いやられ、団体の運営を彼らに掌握されたと考えられていたが、当時の吉原は国際プロレスが赤字続きだったため多重債務を抱えており、公の場に出られる状況ではなかったという。東郷にブッカーを委ねたのは吉原自身であり、放送責任者の森はテレビ中継、新オーナーの岩田は経営と、それぞれの立場から団体運営のハードの部分には携わっていたものの、ブッキングやマッチメイクなどリングの上に関するソフトの部分には、それほど関与していなかった。
1967年12月22日、森が記者会見を行い「TBSが放送する番組名並びに団体名はTBSプロレスとする」と発表した。そして1968年1月、TBSのネームバリューを活かして団体名を『TBSプロレス』と改称し、ルー・テーズ、ホッジ、ハンス・シュミット、ワルドー・フォン・エリック、ブルドッグ・ブラワー、レフェリーのフレッド・アトキンスなどの豪華外国人を招聘して第1弾シリーズの『オープニング・ワールド・シリーズ』を開幕。当日は力道山の未亡人である百田敬子、息子である百田義浩と百田光雄も招待されていた他、大相撲力士時代の天龍源一郎も観戦に訪れていた。森の意向で新人のグレート草津がエース候補に抜擢され、テレビ中継は『TWWAプロレス中継』として開始した。1月3日のテレビ放映第1戦は前述の「大阪夏の陣」以来となる日本プロレスの蔵前国技館とTBSプロレスの日大講堂の同一日興行となり、「隅田川の対決」または「隅田川決戦」などと呼ばれマスコミの話題となった。日本プロレスは、当初は1月4日に岡山でシリーズを開幕させる予定だったが、TBSプロレスの日大講堂大会が開催されることを聞きつけたために、急遽割増使用料を支払って蔵前でのシリーズ開幕に変更して興行をぶつけた。日本プロレスのメインイベントは馬場VSクラッシャー・リソワスキーのインターナショナル・ヘビー級王座戦で、当日は水曜日だったが日本テレビは17時30分から1時間枠で特番枠で放送、国際プロレスのメインイベントはテーズに草津が挑戦したTWWA世界ヘビー級王座戦で19時からの放送開始に合わせて行われた。しかし、草津はテーズのバックドロップに失神KO負けを喫し、新エース誕生というTBSの構想は頓挫、興行面でも「大阪夏の陣」同様、再び日本プロレスに惨敗してしまう。以降プロレス界は日本テレビとTBSのテレビ2局の対立時代に入った。TBSが支払うテレビ放映権料は1回あたり220万円と、日本テレビが日本プロレスに支払う放映権料（1回あたり200万円）を上回っていた。
ところが、『TWWAプロレス中継』の開始から間もなく、プロレス業界の前時代的な経営体質に失望した岩田が吉原と決別して撤退。リング上においても、草津が1月8日に鹿児島県体育館でテーズとの再戦を行うも再び敗退。放送第2週の1月10日の大分県立荷揚町体育館ではサンダー杉山をテーズにぶつけるが杉山も敗れ、1月12日には九電記念体育館で豊登がテーズと対戦したが、豊登も敗退してしまう。放送第3週の1月17日には、仙台・宮城県スポーツセンターにおいて豊登VSテーズの再戦が予定されていたが、東郷は豊登に代わって日本プロレスから大木金太郎を引き抜いてテーズと対戦させようと計画、大木も一旦は承諾して仙台へ向かったものの、日本プロレスにもこの情報が入り、引き留め工作により大木の引き抜きは失敗に終わった（試合は当初の予定通り豊登VSテーズ戦が行われ、テーズが勝利。その翌日の1月18日、日本プロレスのユセフ・トルコと松岡巌鉄が東郷の宿泊先に押しかけて暴行を加えるという事件が起き、警察沙汰となって一般新聞でも大きく報道された）。
さらに同年2月19日の『TWWAワールド・タッグ・シリーズ』静岡県浜松市体育館大会では、ブッキング料を巡る金銭上のトラブルから、招聘した外国人選手（アル・コステロ&ドン・ケントのファビュラス・カンガルーズ、フレッド・カリー、『オープニング・ワールド・シリーズ』から残留参戦したホッジとブラワー）の試合出場を東郷がボイコットする事件が発生。この影響で2大会を日本人選手のみの興行とし、2月21日放送の『TWWAプロレス中継』は急遽、前月の1月12日に行われた九電記念体育館大会の録画中継に変更された。ボイコット翌日の2月20日に団体側が記者会見を行い、東郷との絶縁を発表。2月23日には東郷と外国人選手が会見し、団体との契約を破棄して帰国することを発表した。

### 国際プロレスへの回帰
こうした一連の緊急事態を受け、イメージの悪化を懸念した局側の申し入れにより団体名は再び『国際プロレス』に戻り、団体は新路線を模索することとなる。東郷との決別でアメリカからの外国人招聘ルートを失った吉原は、当時早稲田スポーツ部OB会長の座にあり、レスリング部OBの吉原にとっても柔道部OBの森にとっても近しい存在だった日本レスリング協会会長の八田一朗の紹介を受けて、新たにヨーロッパからの外国人招聘ルートを開拓した。
しかし、東郷による外国人選手ボイコット事件の余波は『TWWAワールド・タッグ・シリーズ』の次期シリーズである『日・欧 決戦シリーズ』にも影響し、同シリーズは全9戦という日程となった。また、東郷とのトラブルを受けての急遽の招聘だったこともあり、ヨーロッパからの外国人選手は就労ビザではなく観光ビザでの来日となったため、開幕戦である2月28日の栃木県足利市月丘高校体育館大会（メインイベントは豊登&杉山VSトニー・チャールズ&リー・シャロンのTWWA世界タッグ王座戦）は入場無料のチャリティー興行へ急遽変更されたが、生中継は予定通り行われた（翌日に香港に飛んでビザを切り替え、第2戦からは通常の興行開催が可能となった）。同シリーズは開催までの期間がほとんどなかったため宣伝はまったく行われず、パンフレットを販売しない会場もあった。
日本プロレスの国際プロレスに対する妨害工作はその後も続き、後楽園ホールは日本プロレスが日本テレビと読売新聞グループを使ったコネクションによる工作で、NETの『NETワールドプロレスリング』開始まで使用出来なかったほか（都内の中規模会場での興行は区立の体育館の使用を強いられた）、外国人選手の招聘でも妨害を掛けており（後述）、さらに日本プロレスは1968年8月3日の国際プロレス横浜スカイホール大会の裏に横浜市南区で興行を急遽ぶつけて7000人の観衆を集めている（国際プロレスは実数1000人未満）。

### 外国人選手の招聘
当時の日本プロレス界はプロレスの本場であるアメリカから大物外国人を招聘することがステータスの時代だった。国際プロレスでは設立当初、マツダをエース兼ブッカーとしてアメリカからのレスラー招聘責任者とした。しかしマツダは1967年の2シリーズの終了後、TBSの放送開始を待たず、同年秋までに離脱してしまう。そこで国際プロレスは日系レスラーの東郷にブッキングを依頼した。東郷はかつて日本プロレスのブッカーを務めていたが、力道山の死後は絶縁状態となっていた。東郷はカナダ（トロント地区）のプロモーターであるフランク・タニーを代表としてTWWAを設立。1968年1月、初代TWWA王者として認定されたテーズを初めとする大物レスラーを招聘してシリーズを開催、TBSの放送も開始された。しかしその東郷とも同年2月には前述のトラブルから離別し、国際プロレスは北米ルートを完全に遮断されてしまう。
そのため、吉原は八田一朗の力を借り、それまで日本プロレス界と縁の薄かったヨーロッパのマット界との提携に乗り出し、ジョージ・レリスコウ主宰のジョイント・プロモーションズとのコネクションを形成していく。これによりビル・ロビンソン、ビリー・ジョイス、トニー・チャールズ、アルバート・ウォール、パット・ローチ、ワイルド・アンガス、アル・ヘイズ、ダニー・リンチなどのイギリス勢をはじめ、西ドイツのホースト・ホフマン、フランスのモンスター・ロシモフ（アンドレ・ザ・ジャイアント）、スイスのジャック・デ・ラサルテス、そして欧州を主戦場としていたカナダ出身のジョージ・ゴーディエンコなど多くの強豪レスラーが、国際プロレスで初来日を果たした。なお、このヨーロッパのコネクションと吉原が協力して立ち上げたのが、団体崩壊までのタイトル統括組織となったIWAである。
欧州ルートを確立しつつ、ジョイント・プロモーションズとのつながりでカルガリーのスタンピード・レスリングともコネクションを築き、このルートでスタン・スタージャックやスタン・ザ・ムースなどが来日。また、フリーランス選手の清美川梅之のブッキングでダニー・リトルベアやオックス・ベーカー、シャチ横内のブッキングでバディ・コルトやゴージャス・ジョージ・ジュニアらを招聘するなど、アメリカのルートも少しずつ繋がり始めたが、NWAのコネクションは日本プロレスが握っていたため、TBSのバックアップのもと、NWAに次ぐアメリカのメジャー団体だったAWAに接近する。1970年2月にAWAの実質上のオーナーであり、現役世界ヘビー級王者のバーン・ガニアが来日して国際の主力勢を相手に防衛戦を行い、「AWA極東支部」の看板を掲げ本格提携がスタートした。以降はガニアやエドワード・カーペンティア、マッドドッグ・バション&ブッチャー・バションをはじめとする世界タッグ王者チームなど、AWA系の大物レスラーを数多く招聘、日本プロレスと遜色ない顔ぶれが揃うようになった。また、この提携はアンドレ・ザ・ジャイアントのアメリカ進出の契機ともなった。一方で、1972年に旗揚げした新日本プロレスが、カール・ゴッチをブッカーにヨーロッパの選手を招聘するようになったこともあり、欧州マットとの繋がりは薄れていった。1974年11月にはシングル王者のガニアと、タッグ王者のニック・ボックウィンクル&レイ・スティーブンスを同時招聘しての豪華な興行も開催された。
しかし、AWAが要求する高額な提携料は団体の運営を圧迫させることとなったため、1975年2月をもってAWAとの提携を解消し、3月よりカナダのカルガリーに大剛鉄之助を支部長とする北米支部を設置して新たな招聘窓口とした。のちの関係者の回想によると、ガニアから「自分たち（AWA）を取るか、大剛を取るか」と迫られ、吉原が大剛を選んだとされている。カナダのルートでは「ギャラは安いが中身が凄い外人選手」を発掘し、キラー・トーア・カマタやジプシー・ジョーなど、当時のエースだったラッシャー木村と手の合う流血派のラフファイターが中心となったが、AWA時代と比べ外国人選手のネームバリューはスケールダウンすることとなった。大剛ルート以外では、新日本プロレスや全日本プロレスと接点の無かったアメリカのガルフ・コースト地区（リップ・タイラーのルートによるリー・フィールズ主宰のGCCW）、テネシー地区（ジョーのルートによるジェリー・ジャレット主宰のCWA）、ルイジアナ地区（グリズリー・スミスのルートによるビル・ワット主宰のMSWA）、最末期にはマッハ隼人の仲介でメキシコのEMLLからも選手を招聘。1979年から1980年にかけてはAWAルートも一時的に復活、ヘビー級王者となっていたボックウインクルが来日して防衛戦を行い、ガニアの再来日も実現したが、本格的な提携再開には至らなかった。
古くからコネクションを持っていたカルガリーのスタンピード・レスリングからは、大剛ルートではカマタをはじめビッグ・ジョン・クインやキラー・ブルックスなどエース級の選手が来日し、1970年代後半の外国人招聘ルートの主軸となった。しかし、1979年7月のダイナマイト・キッド初来日を機に、当時国際プロレスと交流していた新日本プロレスは、大剛と反目していたミスター・ヒトを通じてスチュ・ハートに急接近。ハートは最終的に新日本プロレスを日本での提携先として選択し、国際プロレスはカルガリー・ルートを遮断されてしまった。
前述の通り日本プロレスの全盛時は、大物外国人をなかなか招聘できずに苦戦していた。しかし、後にNWAやWWFなどアメリカのメジャーテリトリーや他団体の新日本プロレスおよび全日本プロレスで活躍する選手の中には、初来日のマットが国際プロレスだったケースは数多い。欧州ルートのロビンソンやアンドレのほかにも、AWAルートではダスティ・ローデス、ブラックジャック・マリガン、ワフー・マクダニエル、スーパースター・ビリー・グラハム、バロン・フォン・ラシク、ケン・パテラ、そして当時無名の存在だったリック・フレアー、カナダやアメリカ中南部のルートからはワイルド・サモアンズ、リック・マーテル、デビッド・シュルツ、ジェイク・ロバーツ、ビッグ・ダディ・リッターなどがいる。東京12チャンネルによるレギュラー中継終了直後の1981年4月に開幕した『'81ビッグ・チャレンジ・シリーズ』にも、当時「まだ見ぬ強豪」として初来日が待望されていたポール・エラリングとスティーブ・オルソノスキーを招聘しており、未来日の新鋭レスラーのブッキングには最後まで意欲的であったが、レギュラー中継終了前後には4人を呼ぶのがやっとの状態でもあった。

### カラー放送開始 - 金網デスマッチ
TBSの『TWWAプロレス中継』におけるカラー放送での実況中継は、すでにカラー放送を実施していた日本テレビの『日本プロレス中継』のみならず、1969年7月に始まったNETの『NETワールドプロレスリング』にも先行される形となり、『'70ワールド・チャンピオンシリーズ』中の1970年4月22日（カラー化初回は4月13日に開催された北九州市若松大会の録画中継）になってようやく開始された他、後楽園ホールにおける興行も、1970年4月16日にようやく初興行が行われた。
その半年後の1970年10月8日、『'70ダイナマイト・シリーズ』大阪府立体育館大会において、日本初の金網デスマッチであるラッシャー木村VSドクター・デス戦が、事前に告知されることなく行われた。テレビでは翌週の10月14日に録画中継された。
この金網デスマッチが決行された伏線として、同シリーズの目玉選手として招聘を予定していたスパイロス・アリオンの参加キャンセル問題があった。当時、国際プロレスはヨーロッパのルートに加え、NWAと比肩していたバーン・ガニア率いるアメリカのメジャー団体AWAと提携し、ネームバリューのある外国人レスラーを招聘できる体制が整ってきていた。そこで、国際プロレスは1970年6月にデイリースポーツの協力を得て、未来日の外国人選手をファン投票をもとに招聘する『あなたがプロモーター』なる企画を行い、1位となったアリオンや2位のミル・マスカラスを含む投票上位選手の招聘を計画した。しかし、圧倒的な海外ネットワークを持つ日本プロレスにことごとく妨害された。アリオンも一度は来日に合意し、シリーズのポスターに写真が掲載されていたにもかかわらず土壇場でキャンセルとなったため（アリオンとマスカラスは翌1971年2月、日本プロレスに揃って初来日）、当初予定していたサンダー杉山とのIWA世界ヘビー級王座戦も中止に追い込まれた。その代替カードとして浮上したのが、遺恨が発生していた木村とドクター・デスの決着戦であり、完全決着戦として日本初の金網デスマッチが実現することとなった。TBSサイドも、『TWWAプロレス中継』の視聴率が1970年に入ってから低下していたため、視聴率回復を図るため放送したという。関係者は急遽、アメリカで行われた金網デスマッチの写真を参考に金網を製作したが、余りにも急なことだったため、金網に出入口を付け忘れてしまったという珍事が起きている。
国際プロレスにおける金網デスマッチのルールは反則攻撃は可能で、ノックアウトまたはギブアップでの決着であり、ノックアウトの場合は相手をピンフォールして3カウントを奪った後、レフェリーがさらに10カウントを数え、相手がノックダウン状態のままカウント内に立ち上がれなければKO勝ちとなるというボクシングと同様のもので、アメリカでは一般的なエスケープ・ルール（金網から脱出した選手が勝者となるルール）とは異なっていた。金網デスマッチが行われる大会のポスターは通常版の他に、金網デスマッチ開催告知用も用意されていた。
国際プロレスとしては、金網デスマッチは木村VSドクター・デス戦の一回限りと考えており、TBSもこの試合のみで金網デスマッチの中継を封印した。しかしその後、全国のプロモーターからは金網デスマッチ開催の有無で興行収入が違ってきていたため、金網デスマッチの興行開催を要求され、その要望が多かったことからタイトルマッチでも金網を使用するようになるなど乱発を余儀なくされ、時にはチェーン・デスマッチやインディアン・ストラップ・マッチを併用する場合もあった。その後、木村に負担をかけすぎないよう、木村以外の選手も交代で金網デスマッチに出場することになり、その結果、マンネリ化により団体の首を絞める結果となってしまうばかりか、放送カードに自主規制をかけた『TWWAプロレス中継』の低迷の遠因ともなった。
1971年3月2日は、またも日本プロレスとの興行戦争になったが（日本プロレスは蔵前国技館、国際プロレスは東京都体育館）、当初国際プロレスは「マッドドッグ・バション&ブッチャー・バションを呼んでビッグマッチを行う」としていただけで公式なカードを発表していなかった。一方の日本プロレスは、BI砲VSアリオン&マスカラスのインターナショナル・タッグ王座戦を行うことを発表。前述の通り、アリオンとマスカラスは前年に国際プロレスが行った未来日外国人レスラーのファン投票1位と2位の選手であり、国際プロレスは本来招聘するはずだった外国人選手を日本プロレスに奪われた揚句、集客の目玉として興行戦争に利用される形となった。そこで、国際プロレスはラッシャー木村VSザ・クエッションの金網デスマッチで日本プロレスに対抗、前年12月12日のオックス・ベーカーとの金網デスマッチで左足を複雑骨折した木村はギプスを装着したまま強行出場したが、「大阪夏の陣」「隅田川決戦」同様に、またしても日本プロレスに惨敗してしまう（今回も国際プロレスが先に発表した興行開催に合わせ、日本プロレスが3月3日に予定していた日程を急遽1日前倒し、興行をぶつける形となった）。
木村以外の主力選手の金網デスマッチ初戦は、サンダー杉山が1971年2月28日の岩手県営体育館でのマッドドッグ・バション戦、ストロング小林が1971年10月26日の千厩でのダニー・リンチ戦、グレート草津が1972年6月30日の岐阜市民センターでのバロン・シクルナ戦、マイティ井上が1973年2月27日の愛知県体育館でのホセ・クィンテロ戦、アニマル浜口が1973年7月9日の大阪府立体育館でのバディ・ウォルフ戦、阿修羅・原が1979年4月22日の加賀大会でのザ・UFO戦であった。また、国際プロレスの主要タイトルの防衛戦における金網デスマッチは、IWA世界ヘビー級王座では1972年1月27日の横浜文化体育館での小林VSカーティス・イヤウケア戦、IWA世界タッグ王座では『TWWAプロレス中継』打ち切り翌日の1974年3月31日の釧路市厚生年金体育館での木村&草津VSジム・ブランゼル&ザ・ブルート戦、WWU世界ジュニアヘビー級王座では1979年11月7日の弘前における原VSジプシー・ジョー戦において初めて行われた（IWA世界ミッドヘビー級王座では金網デスマッチは行われなかった）。
1972年に入ると、金網デスマッチが行われた興行は、前述の小林VSイヤウケアのように超満員札止めの興行もあった。そうした中、全日本プロレスを設立したジャイアント馬場が国際プロレスに特別参戦する2日前の1972年11月27日、『ビッグ・ウインター・シリーズ』愛知県体育館大会で日本初の金網タッグデスマッチ、王者チームのディック・ザ・ブルーザー&クラッシャー・リソワスキーに小林&草津が挑戦するWWA世界タッグ王座戦が行われた。日本プロレスは同年11月21日に愛知県体育館で興行を行っていたため、名古屋での興行戦争となったが、日本プロレス側の観客動員が実数2000人（主催者発表は4000人）に対し、国際プロレスの前売りチケットは完売となり（8500人の超満員札止め）、興行面では国際プロレスの勝利となった。しかし試合自体は、外国人組が日本人組とレフェリーの阿部脩をノックアウトし、彼らをリングに残したまま、サブレフェリーの前溝隆男にも暴行を加えた上で金網の出入口から脱出して控室に戻るという不透明決着となる（結果は無効試合となり、王者チームの外国人組がタイトルを防衛）。これは、外国人側が前述のノックアウト・ルールを理解せず、アメリカで一般的なエスケープ・ルールと誤認していたためであるが、この決着に納得しない観客が暴動を起こすという事態に発展。国際プロレスは1973年2月27日に愛知県体育館で入場無料のお詫び興行を行うと発表したが、暴動は収まらず、国際プロレスは愛知県警察に出動を要請し、機動隊約90人が出動する騒ぎとなり、翌日のスポーツ紙にも掲載された。なお、小林とリソワスキーは翌11月28日に静岡で行われたIWA世界ヘビー級王座戦でも金網デスマッチで対戦している（小林&草津VSブルーザー&クラッシャーの再戦は3日後の11月30日、茨城県立スポーツセンター体育館にてWWA世界タッグ選手権とIWA世界タッグ選手権とのダブルタイトルマッチとして行われたが、この試合は金網デスマッチではなく通常の試合形式で行われ、12月24日に録画中継された）。入場無料のお詫び興行も予定通り1973年2月27日に行われている（1972年11月27日の半券を所持していた観客のみ入場無料となった。当日のメインは前述の井上VSクィンテロ）。
1973年11月28日、横浜文化体育館にて日本初の金網インディアン・ストラップ・マッチとして草津VSワフー・マクダニエルが行われた。この際のルールは、相手をノックアウトした後、相手を引きずってリングを2周すれば勝利するというものであった（アメリカでは1周ルールが一般的）。当日は番組収録も行われており、井上VSデーブ・ラーセンが12月15日に、小林&木村対ジン・アンダーソン&オレイ・アンダーソン（ミネソタ・レッキング・クルー）が12月22日にそれぞれ録画中継された。また、1974年6月5日には米沢にて、日本初の金網チェーン・デスマッチとして木村対セーラー・ホワイトが行われた。
1974年9月に『国際プロレスアワー』としてレギュラー中継を再開した東京12チャンネル（現：テレビ東京）では金網デスマッチの放映を解禁した。東京12チャンネルにおける金網デスマッチ中継初回は、同年7月5日に行われた『'74ビッグ・サマー・シリーズ』鹿児島県鹿屋大会の木村VSザ・キラー戦で、両者による金網チェーン・デスマッチを7月29日に『月曜スポーツスペシャル』枠で録画中継した。『国際プロレスアワー』は後述の通り基本的に録画中継だったため、凶器攻撃や金網に乱打している最中は「このシーンは凄惨なため、放送をご容赦ください」というテロップと観客席を映し、そのシーンを映さない策が講じられた。その映像のカットは激しい流血を伴う凶器攻撃の最中だけで、攻撃が終了した後は、おびただしい流血になろうと中継をカットすることはなかった。東京12チャンネルにおける金網デスマッチの中継は、レギュラー放送では1980年7月25日に札幌中島スポーツセンターで行われた井上&浜口VSスパイク・ヒューバー&ロッキー・ブリューワーのIWA世界タッグ王座戦（同年8月25日に録画中継）、特番枠移行後では1981年5月16日に後楽園ホールで行われたポール・エラリング&テリー・ラザンVS井上&原のIWA世界タッグ王座戦（同年9月16日に録画中継）が、それぞれ最後となったが、金網デスマッチ自体は崩壊当日まで行われた。

### 移動体育館
プロレスの野外興行は、雨の天気になるとプロモーターが「雨天決行」もしくは「雨天中止」を選択・決定する。当時は交通費の節約で前者を選択するのが大半であり、後者の場合は順延日がサーキットの日程にマッチングしないことも少なくなかった。
国際プロレスは交通費などの経費節約のため、移動体育館の導入を決定した。考案者は北海道出身の名物レフェリーであった阿部脩。本体はサーカスのテントを模したものであり、4時間で設営完了するというものであったが、実際はレッカー車を使用して2時間で設営出来た。当時野外会場で問題となっていた入場券を持たない観客が観戦するのを防ぐことに役立った。移動体育館導入に伴い、国際プロレスは設営のためのレッカー車を導入した。観客席は当時の屋外会場の主流であったゴザ敷ではなく長椅子を用意し、野外会場における観戦環境の改善にも役立った。移動体育館が行われる大会は、当時は3時間稼働可能な発電機や蓄電池の価格が高額で、電気代を節約するため14時から16時試合開始で行われることが多かった。日本プロレスも移動体育館の導入を検討していたが、日本テレビにより却下されている。
移動体育館の初使用は1970年8月6日に開催された「'70ビッグ・サマー・シリーズ」小樽大会であった。このシリーズの北海道サーキットでも多く使用され、同時に、「'70ビッグ・サマー・シリーズ」は、日本人選手用の専用バス、外国人選手用のマイクロバス、リング輸送用トラック、移動体育館設営用のレッカー車、サンダー杉山とグレート草津の自家用車の6台を連ねての巡業だった。「第3回IWAワールド・シリーズ」と「第4回IWAワールド・シリーズ」では使用頻度が多かった。一方で通気性がなく、テント内が高温多湿であったことが災いし、マイティ井上は「農家のビニールハウスの中で試合をやるようなものだった」と語り、門馬忠雄は「眼鏡が曇って試合が見れなかった」と語っている。
「'77ビッグ・チャレンジ・シリーズ」の頃になると、移動体育館の使用は北海道限定となり、移動体育館自体も札幌郊外の倉庫に保管されるようになり、その後保管場所を道場にほど近い埼玉県与野市（現：さいたま市中央区）に保管場所を移し、最末期は関東地方限定で使用していた。
雨天時に威力を発揮した移動体育館であったが、長年の使用による悪臭による選手からのクレームや、気象予報の正確性の向上、「'78ビッグ・サマー・シリーズ」では雨天中止の際の予備日が翌日であったことなどから、1978年に移動体育館は廃棄され、その役目を終えた。

### テレビ放映権移行 - 全日本プロレスとの交流
豊登、サンダー杉山、グレート草津らによる複数エース体制を経て、1971年からはストロング小林の単独エース体制が確立した国際プロレスであったが、1974年2月に小林が離脱し、フリー宣言を行って新日本プロレスへ転出した。これに対し、国際は契約違反として小林に違約金の支払を求めたが、東京スポーツが仲介に入り和解金を国際に支払った上で、小林は「東京スポーツ所属選手」として新日本に参戦することで決着した。これにより1975年より正式に新日本所属選手となる。
TBSの『TWWAプロレス中継』も1972年から変化が生じる。同年1月に放送時間が水曜19時台前半のみの30分に短縮され、さらに4月にはゴールデンタイムを外れ日曜18時台へ移動したと同時に、基本的に録画中継へと変更され、放送権料も開始当初から比べ30%減額された。この時期からネットを打ち切る局が現れた他、視聴率も10%を切る週が目立ち、1973年に入ると視聴率がさらに悪化し、日本テレビの『全日本プロレス中継』やNETの『NET日本プロレスリング中継』→『ワールドプロレスリング』と比較して、『TWWAプロレス中継』は平均5%台と最下位に転落した。10月に放送時間が土曜午後に再び移動したことに加え、愛知県体育館や大阪府立体育館などの大会場を放送エリアに抱える中部日本放送と朝日放送における放送が遅れネットに変更されるなど、状況はますます悪化。ついにTBSは1974年1月28日の『'74パイオニア・シリーズ』岩手県営体育館大会を最後の番組収録とした上で、同年2月に『TWWAプロレス中継』の打ち切りを正式発表。『'74チャレンジ・シリーズ』開幕の4日後である1974年3月30日をもって『TWWAプロレス中継』の放送を終了した。
この窮地を救ったのが、吉原功の早大レスリング部の盟友だった東京12チャンネルの白石剛達運動部長である。TBSの放送打ち切り後、吉原は白石に国際プロレスのテレビ中継を嘆願し、これが通じて東京12チャンネルは『月曜スポーツスペシャル』内での単発放送に踏み切る。初回放送として、1974年6月3日の『'74ダイナマイト・シリーズ』後楽園ホール大会が生中継で放送され、その後も2回『月曜スポーツスペシャル』で単発放送された。そして同年9月23日、『国際プロレスアワー』として、かつてNETで『NETワールドプロレスリング』を放送していた月曜20時台において、半年ぶりにレギュラー中継が再開された。レギュラー放送の復活初回放送は、『TWWAプロレス中継』と同じく日大講堂大会の生中継であった。
また、全日本プロレスとの交流戦も国際プロレスの苦境を救った。もともと全日本プロレスとは協調路線を保っていたため（全日本プロレスが旗揚げする際、吉原社長は選手不足の全日本に杉山を友好トレードしている他、1972年11月29日・30日にはジャイアント馬場が国際プロレスに友情参戦）、TBSによる放送打ち切り後初のシリーズとなった『'74チャレンジ・シリーズ』は国際・全日本提携記念シリーズとして開催され、全日本から馬場をはじめ高千穂明久、サムソン・クツワダ、大熊元司の4選手が3月26日から4月10日まで参戦した（本来は4月11日まで参戦予定だったが、当日予定していた大阪府立体育館大会が交通機関のゼネストの影響で中止となったため、4月10日出雲体育館大会までの参戦となった）。
さらに、1975年12月に全日本プロレスが開催した『オープン選手権』には木村、草津、井上の3人が参加（外国人選手ではバロン・フォン・ラシクとホースト・ホフマンがAWAのブッキングで参戦）。1977年12月の『世界オープンタッグ選手権』にも木村と草津が国際プロレス代表チームとして参戦し、井上も高千穂明久との混合タッグで出場している。その間の1976年3月28日には蔵前国技館にて全日本との対抗戦が行われ（メインイベントは木村VSジャンボ鶴田）、以降も1977年11月の『全軍対抗戦』、大木金太郎の金一道場を加えた1978年2月の『全日本・国際・韓国 全軍激突戦』など対抗戦形式の単発シリーズが開催された（1977年の『全軍対抗戦』には、外国人選手も国際プロレスからキラー・ブルックスとキューバン・アサシン、全日本プロレスからビル・ロビンソンとジム・デュランが両団体の前シリーズより残留参戦したが、彼らは対抗戦には出場せず、それぞれの招聘団体の日本人選手と対戦した）。1978年11月に国際プロレスが主催した『日本リーグ争覇戦』にも、ジャンボ鶴田、キム・ドク、ミスター・サクラダら全日本プロレスの選手が参加した（前年に大相撲からプロレスに転向した石川隆士は、このリーグ戦においてフリーの立場で凱旋帰国を果たしている）。
吉原にとって全日本プロレスとの対抗戦は、全国ネットを持つ日本テレビに国際プロレスのレスラーが映ることで、選手の知名度を全国区にするという狙いもあったが、全日本の選手に敗れることによるイメージダウンを懸念した東京12チャンネルは反対していたという。興行力の差で営業面ではおいしいところを全日本に持っていかれたというが、それは当時の日本テレビと東京12チャンネルの力関係においても同様であり、好カードの放送は日本テレビに独占されていた。なお国際の主催興行であってもジャンボ鶴田など全日本のトップ選手との試合は、東京12チャンネルで放送時間が制限されていたという。

### 女子部の発足
1974年9月の東京12チャンネルにおけるレギュラー放送開始と同時に、国際プロレスは女子部を発足。これに伴い戦後に存在した全日本プロレス協会に次いで、興行プログラムに女子の試合を挿入する日本で2番目の男女混合プロレス団体となった。
女子部を発足の背景には東京12チャンネルで中継を始めるに当たって、1972年に解散した日本女子プロレスを中継していた局側から女子プロレスを組み込んで男女並立で放送することと、毎月最終週のプロレス中継を休止し、プロボクシング中継番組である『KO（ノックアウト）ボクシング』を放送することを条件として提示されたことにある。ちなみに日本女子の旗揚げは国際プロレスと同じ1967年で、旗揚げ戦の会場も同じ台東区体育館だった。
女子部には日本女子に最後まで残っていた小畑千代、佐倉輝美、千草京子が所属、外国人も日本女子に参戦していた世界王者、ファビュラス・ムーラが参加し、日本女子の実質的な後継となった。ムーラ門下生を中心に外国人選手も多く招聘した。レフェリーは男子の所属選手だった若松市政が主に担当。
最初の試合は『'74スーパー・ワイド・シリーズ』開幕戦となった1974年9月15日の後楽園ホール大会で、第4試合として千草と元WWWA世界王者、サンディ・パーカーのシングルマッチ、第6試合として小畑&佐倉組対ムーラ&ポーラ・ケイ組のタッグマッチが組まれた。
テレビ局主導で始められたため、テレビマッチではいかなる場合でも女子の試合は中継された。しかし、当時はまだ男子プロレス選手及び関係者、ファンの間では女子を受け入れる風潮がなかったため反発も多く、現場責任者のグレート草津や、新日本プロレス所属だった星野勘太郎も女子部解散を『国際プロレスアワー』の解説を担当していた門馬忠雄を通じて吉原代表に求めたほどだった。さらに、日女から分かれて旗揚げされた全日本女子プロレスがマッハ文朱らの活躍により人気絶頂だったこともあり、1976年に女子部は解散した。
最終試合は4月12日「ダイナマイトシリーズ」第12戦における小畑対佐倉のIWWA太平洋岸選手権試合で、小畑が勝利してタイトル防衛に成功した。ちなみに全日本女子ではマッハが引退し、ビューティ・ペアブームが始まらんとした時期であった。
女子部は1年半強という短い活動期間であったが、後に全日本女子の常連外国人として活躍した選手の中にはビッキー・ウィリアムス、ジョイス・グレーブル、レイラニ・カイら国際プロレスで初来日を果たした選手も含まれている。
なお、前出のIWWA太平洋岸選手権を含め女子王座はすべて封印されたが、そのうちIWWA太平洋岸タッグ選手権は後にジャパン女子プロレスに持ち込まれて復活している。
1978年に東京12チャンネルは女子格闘技番組「激突!女子格闘技大戦争」を開始し、その中で女子プロレス団体「ニューワールド女子プロレス」を立ち上げ、千草も所属選手として参加したが、1ヶ月ほどで崩壊した。
女子部の解散後、男女混合団体の復活は、元全日本プロレス所属選手で前出のジャパン女子にて営業を務めた大仁田厚が1989年に旗揚げしたFMWまで13年待つことになる。

### テーマ曲の導入
現在では一般的となった、選手入場の際に各々のテーマ曲をBGMに入場するという演出は、国際プロレスが初めて採用した。選手入場時に音楽を流すこと自体は以前から他団体でも行っていたが、流れる曲は放送局のスポーツテーマやマーチばかりであった。
そこで『国際プロレスアワー』のプロデューサーであった田中元和は、西ドイツ遠征時にちあきなおみの「四つのお願い」で入場したマイティ井上などから意見を募り、ジャンルを問わずに各選手別のイメージに合ったテーマ曲に乗せながら入場するというアイデアを画策。
個別の入場テーマ曲が与えられたレスラーの第1号は、東京12チャンネルにおける最初のレギュラー中継のシリーズとなった『'74スーパー・ワイド・シリーズ』に初来日したスーパースター・ビリー・グラハムで、ミュージカル『ジーザス・クライスト・スーパースター』のサントラ曲「Jesus Christ Superstar」が用いられた（1979年にグラハムが再来日した際は、101ストリングス・オーケストラによるカバー・バージョンが使用された）。
その後、他の選手へも波及していき、エースのラッシャー木村には当初はダニエル・ブーンの「Skydiver」が採用されていたが、同曲はほとんど使用されず、最終的にはサンディ・ネルソンの「Rebirth of the beat」に落ち着いている。それまでは、対戦相手のテーマやIWA世界タッグ王者のテーマで入場する場合もあった。
阿修羅・原のテーマ曲となった「阿修羅」は国際では唯一、オリジナルとして一から制作されたテーマ曲である。また、1980年の『'80ビッグ・サマー・シリーズ』に来日したランディ・タイラーとスパイク・ヒューバーに至っては、シリーズ後半から『国際プロレスアワー』の直前番組となったテレビドラマ『ぼくら野球探偵団』のオープニング及びエンディングテーマ曲のカラオケバージョンが使用された（タイラーはオープニングの「マジカル・アクション!!」、ヒューバーはエンディングの「アイム・ダンディ」で、いずれも演奏はノヴェラ）。

### 新日本プロレスとの交流 - 崩壊
1974年2月のストロング小林の離脱後は、1975年からはラッシャー木村がIWA世界ヘビー級王者としてエースを務めたが、人気面では国際プロレスは後発の新日本プロレスと全日本プロレスに次ぐ第三の団体という位置付けであり、両団体と比較するとマイナー感は否めなかった。
小林の離脱後、TBSから東京12チャンネルへテレビ放映権が移行したが、同局の『国際プロレスアワー』の放送形態は末期の『TWWAプロレス中継』同様に基本的に録画中継で、なおかつ録画中継となった場合は収録から1〜2ヶ月後の放送となることもあった他、試合の生中継や番組収録を実施する会場も1976年までは関東地方で開催された興行のみ中継され（1977年から関東地方以外で開催された興行の中継も本格的に開始）、ネット局が多く全国をほぼカバーし、全国各地の興行で実況生中継を実施していた『ワールドプロレスリング』（NET→テレビ朝日）や『全日本プロレス中継』（日本テレビ）と比べ、視聴率は伸び悩むようになり、観客動員数も減少に転じる。中でも1974年11月20日に行われた蔵前国技館大会（11月25日に『国際プロレスアワー』で録画中継）は、1階の升席に空席が目立ち（主催者発表で4500人）、国際プロレスはリングサイドを満席にし、かつテレビ中継を良く見せようと2階席の観客を1階の升席に誘導したためにリングサイドのチケットを最初から購入していた観客が抗議する事態となった。全日本との対抗戦も土曜日に行われた場合は国際プロレス主催でも原則『全日本プロレス中継』で生中継され、『国際プロレスアワー』では録画かつダイジェストでの中継となるなど、中継面でも劣勢に立たされる。
また、当時は系列局を1局も持たなかった東京12チャンネルへの移行は、ネット地域を大幅に減少させることとなった。中京、関西地区ではキー局系列局で放送されず独立局での放送となり、愛知県体育館と大阪府立体育館という大会場を控える愛知・大阪の2府県では放送されず、さらに当時民放4局が所在し、なおかつ札幌中島スポーツセンター・宮城県スポーツセンター・広島県立体育館という大会場を抱える北海道・宮城県・広島県におけるネットを完全に失うなど、全国ネットで所属選手の試合が放送される新日本や全日本と比べ、マイナー感に一層拍車がかかった。また、外国人招聘ルートを高額な提携料が必要とされるAWAから、大剛鉄之助をブッカーとする安価なカナダルートに変更させた結果、外国人選手のネームバリューにおいても他団体に見劣りすることとなった（海外ルートでは、新日本プロレスが旗揚げ以来もっとも劣勢に立たされていたが、国際とAWAの提携解消と同時期に、新日本はWWFとの提携を開始し、外国人選手の顔ぶれでも国際を凌駕するようになる）。
1970年代後半に始まった危機的状況を打開するために、1977年には近鉄ラグビー部（現：花園近鉄ライナーズ）に所属していたラグビー日本代表選手の原進（阿修羅・原）をスカウトし、ジュニアヘビー級のエースに育て上げて大々的に売り出したが、一方で、同時期より退団した選手やスタッフも相次ぐ。1977年には田中忠治が体調不良を理由に引退した他、名物レフェリーであった阿部脩も参議院選挙全国区の落選の責任を取る形で『'77ビッグ・チャレンジ・シリーズ』の北海道サーキットをもって退団。1978年には剛竜馬が藤波辰巳への挑戦を表明し新日本プロレスへ移籍。
また、他団体との交流においても変化が発生。1978年11月25日、全日本プロレスの協力で開催された『日本リーグ争覇戦』の蔵前国技館大会に、新日本プロレスからストロング小林と小林邦昭が出場し、その見返りとして、新日本が同時期に開催していた『プレ日本選手権』の12月16日の蔵前国技館大会にアニマル浜口と寺西勇を派遣。これに伴い、交流戦は全日本プロレスのライバル団体である新日本プロレスにシフトし（当時、吉原功と全日本のジャイアント馬場との代表同士の間で、何らかの金銭的なトラブルがあったことも原因とされる）、翌1979年には両団体を傘下とする日本レスリング・コミッションを設立。国際のIWA世界ヘビー級王座とIWA世界タッグ王座、新日本のWWFジュニアヘビー級王座のタイトルマッチが団体間で行われた。この時期から経営難により給料の遅配が発生するようになり、これが元で剛竜馬が新日本へ移籍した他、鶴見五郎と大位山勝三による独立愚連隊結成のきっかけともなった。都内におけるビッグマッチは、東京12チャンネルへのテレビ放映権移行後は後楽園ホールでほとんどが行われ、蔵前国技館や大田区体育館における開催は数回にとどまった。入場人員5000人以上の大会場における開催は政令指定都市で行われるのがやっとの状態となった。
交流先を全日本から新日本へ変更しても危機状況は変わらず、1980年に入ると団体を取り巻く環境はますます悪化。2月には東京12チャンネルの主導により、TBSプロレス時代にグレート東郷が獲得できなかった大木金太郎が国際プロレスに入団したが、大木への交渉を事前に知らされていなかった吉原代表と東京12チャンネルとの間に軋轢を生む形となったばかりか、大木が日本プロレス時代から保持していたインターナショナル・ヘビー級王座の防衛戦をNWA非加盟の団体である国際プロレスで行ったことから、かつての交流先でなおかつ日本におけるNWA加盟団体であった全日本プロレスから抗議を受けることとなった（大木は韓国におけるNWAプロモーターであり、日本プロレス崩壊後も韓国ではインターナショナル・ヘビー級王座の防衛戦を行っていたが、日本での主戦場としていた全日本プロレスのリングでは行われることがなかった）。
さらに7月26日には、埼玉県大宮市の埼玉県道35号（産業道路）沿いにあった合宿所兼道場にタクシーが突っ込み、ガス爆発を起こし全焼する事故が発生。幸い選手は前日に『'80ビッグ・サマー・シリーズ』最終戦（札幌大会）が開催されたため北海道にいたこともあり難を逃れた。
そうした中、東京12チャンネルは、10月より『国際プロレスアワー』の放送時間を月曜20時台から、かつて多団体放送時代の『プロレスアワー』や日本テレビで『全日本プロレス中継』を放送していた土曜20時台へ変更した。変更初回は滋賀県近江八幡大会の生中継で、インターナショナル・ヘビー級王座、IWA世界ヘビー級王座、IWA世界タッグ王座の3大タイトルマッチが放送された。このうち大木VS上田馬之助のインターナショナル・ヘビー級選手権試合に関しては、試合直後に大木はNWAからベルトを返上するよう勧告を受けた。その後、大木は翌11月に国際プロレスを退団し、後にNWAからのインターナショナル・ヘビー級王座返上勧告も受け入れた（インターナショナル・ヘビー級王座は翌1981年4月に全日本プロレスの王座として復活）。大木の退団は、もともと東京12チャンネルが視聴率アップのテコ入れとして半年契約で入団させたものの、それほど数字が上がらず契約が更新されなかったためであり、本人は契約の延長を望んでいたという。
さらに負傷や病気による離脱も相次ぎ、1980年3月にアニマル浜口が試合中にリング下で後頭部を打って長期欠場、復帰後の1981年4月にも肝臓疾患により戦線を離脱。1980年7月にはグレート草津が右足首骨折で、1981年4月には若松市政も急性膵臓炎でそれぞれ長期欠場、完治後もリングを離れて営業に専念することとなった。スネーク奄美も脳腫瘍により離脱して長期欠場のまま1981年4月に死去するなど、もともと選手不足だった国際プロレスは、ますますマッチメイクに苦慮するようになる。
1981年は起死回生を果たすべくルー・テーズより寄贈されたベルトを争う『ルー・テーズ杯争奪戦』を年間の柱として計画、決勝まで1シリーズ内で行う全日本プロレスの『チャンピオン・カーニバル』や新日本プロレスの『MSGシリーズ』と異なり、『'81新春パイオニア・シリーズ』に前期予選を、『'81スーパー・ファイト・シリーズ』に後期予選をそれぞれ実施し、同年秋に決勝リーグ戦を行う予定だったが、そこまで団体を存続させることはできなかった。
3月には前年に全焼した合宿所兼道場の再建工事が開始されたものの、東京12チャンネルは3月28日に放送された『'81スーパー・ファイト・シリーズ』宮城県泉大会（3月24日開催）をもって『国際プロレスアワー』のレギュラー中継を打ち切った。その後も東京12チャンネルは特番枠で放送することを前提として一部大会のテレビ収録を行ったが、6月25日に行われた『'81ダイナマイト・シリーズ』最終戦静岡県清水大会をもって特番枠における収録も打ち切られ、国際プロレスは重要な資金源であるテレビ放映権料を完全に失った。
以降、国際プロレスは7月16日に『'81ビッグ・サマー・シリーズ』を前年よりも8戦削減した全13戦の日程で開幕させた。参戦した外国人選手は同年1月に新日本プロレスに来日し、坂口征二が保持する北米ヘビー級王座に挑戦して敗れたジ・エンフォーサーをエース格とした寂しいシリーズとなってしまい、開催地も都道府県庁所在地では試合がなく東日本地区中心のローカル・サーキットとなり（西日本地区の興行は広島県における2戦のみ、7月26日に予定されていた愛媛県宇和島市営闘牛場大会は中止となった）、なおかつ最大で5日連続で興行のない移動、オフ日が設定され、さらには会場も屋外会場中心で、カードも6試合が組まれるのがやっとで、寺西勇、菅原伸義、冬木弘道がそれぞれ1戦ずつ欠場するという緊縮日程となった。
シリーズ後半の北海道サーキットでは、8月6日に室蘭にてIWA世界ヘビー級選手権試合（木村VSエンフォーサーの金網デスマッチ）を、8月8日に根室にてIWA世界タッグ選手権試合（マイティ井上&原VSジェリー・オーツ&テリー・ギッブスの金網タッグ・デスマッチ）を行いながら興行を消化。そして8月9日、シリーズ最終戦で、なおかつ1972年11月3日以来の9年ぶりの興行開催となった羅臼町の羅臼小学校グラウンドでの試合を最後に興行活動を停止した。当日のメインイベントは国際プロレスとしては最後の金網デスマッチとなった鶴見VSギッブス戦であった。『'81ビッグ・サマー・シリーズ』は当初は15戦の予定で、羅臼大会は当初はサーキットに組まれておらず、根室大会の後は8月11日に留萌、翌8月12日に函館での興行がそれぞれ予定されていた。留萌大会と函館大会が中止となったため、急遽サーキットに追加された羅臼大会が国際プロレス最後の興行となった。
レスラーの中には、サーキット中に活動停止を知らされたレスラーも少なくなかった。寺西は「このシリーズで終わりだ」と聞かされていた他、鶴見は木村から「羅臼で最後になる」と聞かされたという。米村天心とマッハ隼人は羅臼大会翌日に活動停止をようやく知ったという。若松は、『'81ビッグ・サマー・シリーズ』の次期シリーズに予定されていた東北地方の営業先で活動停止を知らされ、営業車を1人で運転して東京へ戻ったという。
『'81ビッグ・サマー・シリーズ』全日程終了後は、翌8月10日に羅臼から札幌へ移動。8月11日にスネーク奄美の自宅を訪れて焼香を上げた直後に室蘭へ移動し、資金を底を突いた中で、室蘭港からフェリーに乗船して八戸港へ向かい、八戸から国道4号と東北自動車道を使って8月12日に帰京した。東北自動車道の通行料金は選手バスの運転手が自腹で負担したという。
東京12チャンネルにおけるテレビ録画中継は、活動停止後かつ1981年10月1日のテレビ東京への局名変更直前にも行われ、9月16日（5月16日に後楽園ホールで行われた『'81ビッグ・チャレンジ・シリーズ』最終戦）と9月23日（6月25日に清水市鈴与記念体育館で行われた『'81ダイナマイト・シリーズ』最終戦）に深夜帯で、それぞれ放送された。しかし、『'81ビッグ・サマー・シリーズ』を最後に事実上単独での興行能力を失った国際プロレスは、1981年9月30日に正式に解散を発表し、名実共に崩壊。認定タイトルであったIWA世界ヘビー級王座、IWA世界ミッドヘビー級王座、IWA世界タッグ王座も封印された。1981年秋に開催予定であった『ルー・テーズ杯争奪戦』決勝リーグも、崩壊に伴い完遂されることなく終わっている。

### 解散後
解散後、代表の吉原功は引き続き新日本プロレスとの対抗戦を模索するが（1981年10月8日の新日本蔵前国技館大会のポスターにも国際の選手が名を連ねていた）、最終所属選手15人の内、マイティ井上は新日本参戦拒否をすぐさま表明し、井上は竹内宏介を通してジャイアント馬場と会談した上で、米村天心、菅原伸義、冬木弘道の3選手を引き連れて全日本プロレスに移籍。全日本に移籍した4選手は、同年10月2日開幕の『'81ジャイアント・シリーズ』から参戦し、待遇面もしばらくはマッチメイクなどで差別を受けた日本プロレス残党とは異なり、直接全日本プロレスとの契約となった。引退を考えていた阿修羅・原も、馬場と門馬忠雄との3者会談の末、全日本に参戦。最終的に新日本プロレスのリングに上がったのはラッシャー木村、アニマル浜口、寺西勇の3選手のみとなり、国際は事実上、木村派と井上派に分裂することとなった。木村、浜口、寺西の3人は、アントニオ猪木に牙をむくヒールのはぐれ国際軍団としてリングに上がり、新日本プロレスのファンから憎悪を一身に浴びることになる。
フリーになった上で海外へ活路を求めた選手もおり、鶴見五郎は西ドイツへ、高杉正彦とマッハ隼人はメキシコへ渡った他、若松市政はカナダのカルガリーで悪役マネージャーとして活躍（その後、鶴見はフリーの立場で全日本プロレスに参戦。高杉は覆面レスラーのウルトラセブンに変身して全日本に入団。隼人は全日本への短期参戦を経てUWFに参加。若松はマシーン軍団のマネージャーとして新日本プロレスに登場）。一方で、長期欠場中だったグレート草津と、最終シリーズとなった『'81ビッグ・サマー・シリーズ』でデビューしたばかりの秋吉豊幸は、団体解散と同時に引退。
吉原は、しばらくプロレス界から離れていた後、1984年7月に新日本プロレスの顧問となったものの、1985年6月に死去。
新日本プロレスで猪木と抗争していた木村は、1984年4月に国際プロレス出身の剛竜馬とともにUWFの旗揚げに参画し、さらに同年11月より全日本プロレスへ移籍。同時期に全日本に出場していた鶴見、高杉、菅原を含めたユニットは国際血盟軍と呼ばれたが、剛、高杉、菅原は1986年3月に全日本を解雇され、軍団としては短命に終わった。以降、木村は鶴見とのコンビで活動後、1988年下期より馬場との「義兄弟タッグ」で活躍。全日本を解雇された剛、高杉、菅原は1989年4月にパイオニア戦志を旗揚げした。
浜口と寺西は、新日本プロレスにおいて国際軍団を経て長州力らとの維新軍団で活躍後、1984年末よりジャパンプロレスの一員として全日本プロレスへ参戦。一時は10人もの国際プロレス出身者が全日本のリングに出場していたが、鶴見と冬木は全日本を離脱して1990年にSWSへ移籍し、原も全日本を解雇された後、1991年にSWS入り。独立愚連隊のマネージャー役だったミスター珍も1993年7月にFMWで現役に復帰。最後まで全日本プロレスに残留した木村とレフェリーに転向した井上は、ジャイアント馬場の死後に全日本を離脱、プロレスリング・ノア旗揚げに参画。
一方、パイオニア戦志はオリエンタルプロレスへ形を変えた後に崩壊。その後、高杉と鶴見でレスリング・ユニオンを立ち上げ、それぞれIWA湘南、IWA格闘志塾として活動した。レスリング・ユニオンには他にオリエンタルプロレス出身の荒谷信孝らのIWA流山なども参加。後に鶴見は、吉原の遺族の了承を得て、IWA格闘志塾を改称する形で国際プロレスプロモーションを名乗っていたが、2013年に引退。
1994年10月16日にはレスリング・ユニオン協力の元、初のリバイバル興行として『国際プロレスAgain』が開催され、解散時のメンバーである草津、寺西、珍、鶴見、米村、高杉、菅原と、退団組の剛、大位山勝三、国際にフリーで参戦していたミスター・ヒトなどが参加した。
テレビ中継を行っていたテレビ東京の連結子会社であったFMラジオ局InterFMでは崩壊30年後に国際プロレスに関する特集を組み、解散30年目に当たる2011年1月31日には国際プロレスに所属していた選手のテーマ曲を放送する特別番組『私の好きな国際プロレステーマ曲 名曲セレクション』が20:00 - 21:00に放送された。
2024年現在、崩壊時に所属もしくは過去に所属していた選手で現役選手であるのは、高杉と若松のみである。

## タイトル
IWA（インターナショナル・レスリング・アライアンス）
- IWA世界ヘビー級王座
- IWA世界タッグ王座
- IWA世界ミッドヘビー級王座

TWWA（トランス・ワールド・レスリング・アライアンス）
- TWWA世界ヘビー級王座
- TWWA世界タッグ王座
- TWWA世界ジュニアヘビー級王座

WWU（ワールド・レスリング・ユニオン）
- WWU世界ジュニアヘビー級王座

リーグ戦
- IWAワールド・シリーズ
- 日本リーグ争覇戦
- ルー・テーズ杯争奪戦

IWAルール
- 挑戦者が王者からフォール、ギブアップ、ノックアウト、リングアウトで勝利した場合は王座移動。3本勝負の場合は3本目が反則勝ちの場合は王座移動が認められなかった。試合によって時間無制限1本勝負、61分3本勝負、61分1本勝負など異なっていた。

## 所属選手

### 男子選手
解散時に所属していた選手
- ラッシャー木村

東京プロレスより移籍。ストロング小林離脱後のエースであり、金網デスマッチでは無類の強さを誇り「金網の鬼」と呼ばれた。国際崩壊後は新日本プロレス（フリー）→UWF→全日本プロレス→プロレスリング・ノアを渡り歩き、2004年引退、2010年死去。
- グレート草津

元ラグビー日本代表で、体格や出自に恵まれていたが、デビュー戦のルー・テーズ戦で惨敗。大成することなく選手生活を終える。長期欠場のまま国際崩壊を迎えると同時に引退。2008年死去。次男であるK-1ファイター草津賢治が2代目を名乗った。
- マイティ井上

ヨーロッパ仕込みのテクニシャン。国際の崩壊後は全日本プロレスに入団。その後はプロレスリング・ノアの専属レフェリー兼カラー・コメンテーターを務めた。2009年にノアとの契約満了で退団、2010年に引退興行がとり行われた。2024年死去。
- アニマル浜口

「和製ブルーザー」の異名を持ち、パワーと全力ファイトが身上。グレート草津同様に長期欠場のまま国際崩壊を迎える。国際崩壊後はラッシャー木村、寺西勇と共に新日本プロレスへ参戦し、「国際軍団」の一員として活躍。のちに長州力とともに「維新軍団」（後にジャパンプロレスへ発展）を結成する。引退後は「アニマル浜口レスリング道場」で後進の指導に当たる。女子レスリングの浜口京子の父親である。
- 寺西勇

東京プロレスより移籍。空中殺法を得意とした技巧派で、「和製カーペンティア」の異名を持った。国際崩壊後はラッシャー木村、アニマル浜口と共に新日本プロレスへ参戦。
- 鶴見五郎

1979年に国際正規軍から造反し、大位山勝三と独立愚連隊を結成。のちにヒールへの道を歩む礎となった。国際崩壊後は西ドイツ遠征後、全日本プロレスへ参戦して外国人サイドで活躍。その後、SWS、NOWなどを経てIWA格闘志塾を設立。吉原社長の遺族の了解を得て国際プロレスプロモーションを名乗り活動していたが、2013年8月引退。2022年死去。
- 阿修羅・原（原進）

団体崩壊時のジュニアヘビー級のエース。「和製チャールズ・ブロンソン」のイメージで売り出された。崩壊後は全日本プロレスに移籍。SWS→WARを経て、1994年引退。母校である諫早農業高校でラグビー部のコーチをしていた。2015年死去。
- ミスター珍

プロ柔道出身。全日本プロレス協会→日本プロレス→国際プロレス、その間に俳優として活躍しつつレスラー生活休業を挟む。晩年は重度の糖尿病で人工透析を受けながら、FMWに参戦したが、1995年死去。
- デビル紫

海上自衛隊出身で1967年にレスラーとしてデビュー。村崎鬼三、村崎昭男、グレート・サキを名乗り、海外武者修業からの帰国後に覆面レスラーに変身する。1980年の引退後は営業部に転属した。2017年死去。
- 米村天心

大相撲出身。団体崩壊後は全日本プロレスへ転戦するも退団し、全日本退団後も妻の故郷である福島県会津若松市でちゃんこ料理店を営みながら全日本が会津地方で行う興行にスポット参戦していた。2016年死去。
- 若松市政

当初は営業部員として入社するものの、プロレスラーになりたい未練から、31歳で遅咲きデビューを果たした。その後も団体崩壊まで営業とレスラーを兼務していたが、崩壊時は営業に専念していた。のちに新日本プロレスで悪役マネージャーとしてブレイクし、SWSの旗揚げにも大きく関わる。1999年から2015年まで芦別市議会議員を4期務め、一度落選するも2019年に芦別市議に返り咲き、2023年も当選して6期目となる。
- マッハ隼人

覆面の元祖「逆輸入レスラー」。単身メキシコでデビュー。国際プロレスではEMLLとの選手招聘窓口も担った。国際崩壊後は全日本プロレスを経てUWFに参加。2021年死去。
- 高杉正彦

学生時代はフットボーラー。崩壊後メキシコへ渡り、1982年の全日本プロレス移籍後は一時期、ウルトラセブンのリングネームでマスクマンに転向したが、剛竜馬・アポロ菅原共々全日本を解雇された。パイオニア戦志、オリエンタルプロレスを経て湘南プロレスを設立。
- 菅原伸義

アマレス・ボディビル出身。国際崩壊後は全日本プロレスへ転戦するも剛竜馬・高杉正彦とともに整理解雇された。その後はプロレスに転向した北尾光司のトレーニングパートナーを務めたほか、インディー団体を渡り歩く。
- 冬木弘道

末期の国際プロレスに入団。崩壊後は全日本プロレス→SWS→WAR→FMW→WEWと団体を渡り歩く。理不尽キャラで人気を博すも、直腸がんを患い2003年死去。
- 秋吉豊幸

国際プロレス最後のシリーズ『'81ビッグ・サマー・シリーズ』でデビュー。本来ならデビューはまだ先の予定だったが、団体の活動停止が決まり、試合ができないままでは不憫という配慮からデビューした。未勝利のまま、新日本プロレスや全日本プロレスに転戦することなく引退。
解散前に退団した選手
- ストロング小林

日本人初のマスクマン「覆面太郎」としてデビューしたが、すぐに素顔に戻り、欧州やAWA遠征を経てエースとして台頭。1974年にフリー宣言し、新日本プロレスでのアントニオ猪木戦ののち、新日本へ移籍。移籍後は北米タッグ王座などのタイトルを奪取して活躍した。1982年、映画出演を機に「ストロング金剛」と改名してタレント活動を兼業。1984年に引退しその後はタレント専業。2021年死去。
- サンダー杉山

1964年東京オリンピックのレスリング日本代表、「雷電ドロップ」と呼ばれるヒップドロップを得意としていた。1972年に全日本プロレスに円満移籍したが、1976年に全日本を退団しフリーに。その後は上田馬之助などと共闘した。タレント兼業とともにビジネスを興し成功するが糖尿病を患い右手首と両足を切断した。2002年死去。
- 豊登

東京プロレス崩壊後、国際プロレスに入団。ストロング小林とのタッグでIWA世界タッグ王座を奪取。1970年に引退するが、2年後、新日本プロレスでカムバック。1998年死去。
- 大木金太郎

日本プロレス在籍中、グレート東郷の誘いを受けてTBSプロレスへの参戦を計画していたが事前に断念している。日プロ崩壊後は新日、全日に参戦した後に1980年、東京12チャンネル主導で国際プロレスに入団するものの、半年ほどで退団。2006年死去。
- ヒロ・マツダ

旗揚げ時の国際プロレスのエース兼ブッカーを務めていたが、TBSプロレスへの移行期に吉原と決別して退団。以降はアメリカを主戦場に、全日本プロレスや新日本プロレスに時折参戦した。1999年死去。
- 剛竜馬

国際プロレスの新人公募入団1号選手。藤波辰巳への挑戦を表明し、国際を脱退し新日本プロレスへ参戦。その後はUWFを経て全日本プロレスに移籍したが高杉正彦・アポロ菅原共々解雇となり、インディマット界を中心に活動。2009年死去。
- 大位山勝三

大相撲出身。鶴見五郎と独立愚連隊を結成したが、崩壊直前に引退。
- スネーク奄美（栄勇）

レスリング仕込みのテクニックを駆使して前座戦線を沸かせていたが、脳腫瘍を患い、1981年、29歳で死去。
- 扇山大五郎

元大相撲幕内力士。デビュー後まもなく退団。
- 大磯武

東京プロレスより移籍。フィリピンに渡り、現地でレスラーの育成、団体を旗揚げする。
- 大剛鉄之助（仙台強）

東京プロレスより移籍。カナダ修行から帰国直前の交通事故で右足を切断。引退後はカナダに居住し、ブッカー業に就く。崩壊後は新日本プロレスのブッカー兼トレーナーとして、海外遠征中のヤングライオンを多く育てた。2017年死去。
- 田中忠治

東京プロレスより移籍。豊登と常に行動を共にした。初代IWAミッド・ヘビー級王者。
- 長沢秀幸（タイガー・チョン・リー）

日本プロレスデビューから国際プロレス引退まで生涯前座レスラーだった。
- 本郷篤（本郷清吉）

のちに全日本プロレスに移籍し肥後宗典に改名。2002年死去。
- マティ鈴木

主に海外マットを拠点に活動。全日本プロレスにも短期ながら在籍。現在はオレゴン州で実業家。
- ヤス・フジイ（藤井東助、藤井三吉、零戦隼人）

マイティ井上と同期入門。1972年、海外修行中に一方的にフリー宣言（吉原代表との確執があったとされる）。北米やヨーロッパ各地を転戦。1979年、上田馬之助のパートナーとして逆上陸を果たした。
- 松村幸治

旗揚げ直後に入門したが、1シリーズのみで退団。
- 佐野浅太郎（佐野東八、佐野先風）

大相撲からプロレスに転向。折れた肋骨が肺に刺さる重傷を負い、志半ばでドクターストップ。
- 竜仙光二
- 笹川弘康
- 金城正勝
- 篠原実
- 高橋貢

### 女子選手
- 小畑千代

旧日本女子プロレスのエースで元IWWA世界王者。引退後は全日本女子プロレスで「魔界魔女軍団」を率いた。
- 佐倉輝美

小畑とのコンビでIWWA太平洋岸タッグ王座を獲得。2022年死去。
- 千草京子

女子部の崩壊後、元全日本女子の阿蘇しのぶらと「ニューワールド女子プロレス」を旗揚げしたが短期間で崩壊。

### 留学生
- 黒潮太郎（テリー・ハーバード）

プロレス留学生第1号。トリニダード・トバゴ出身。
- 稲妻二郎（ジェリー・モロー、ブラック・シャドー、ザ・ワイルド・ヌウ）

プロレス留学生第2号。
- 梁承揮（ヤン・スンヒー）

大木金太郎が主宰していた「金一道場」の1期生。
- 金光植（キム・クワンシク）

大木の末弟。

## スタッフ

### レフェリー
- マンモス鈴木

日本プロレス時代は、ジャイアント馬場と並ぶ巨漢プロレスラーとして活躍。引退後はレフェリーに転向し、崩壊まで務めた。1991年死去。
- 阿部脩

プロレスラー時代は本業の傍ら、大映所属の俳優として活躍する。髭と首にぶら下げていたホイッスルがトレードマークで、通称『ヒゲの阿部』と呼ばれていた。1977年に参議院選挙全国区に出馬したが落選し、そのまま国プロを退団。
- 前溝隆男

日本人とトンガ人のハーフ。大相撲の三保ヶ関部屋に所属。廃業後プロ野球の高橋ユニオンズに入団するも、直後に大映スターズとの合併により解雇され、プロボクサーに転向、2度日本ミドル級王者になった。引退後、ボウリングのインストラクターを経て、プロレスのレフェリーと幾多のスポーツを渡り歩いた。阿部脩の離脱後はメインレフェリーに。現在はオーストラリア在住。
- 遠藤光男

前溝隆男が退団し欠員となった1978年より「アームレスリング世界一」の触れ込みで参加し、崩壊時までレフェリーを務めた。1966年、ボディビルの「ミスター日本」に輝いたことがある。日本アームレスリング連盟初代会長。

### リングアナウンサー
- 長谷川保夫

力道山道場の練習生だった後、吉原社長に誘われて入社しリングアナウンサーとなる。TBS放映前に退社。
- 竹下民夫

プロレスラーとしてデビューしたが、その後引退。引退後はリングアナウンサーに転向。プロレスラーになる前は元トンボユニオンズのプロ野球選手だった。
- 鈴木利夫

団体の営業部長だったが、竹下民夫の離脱後はリングアナウンサーを兼任。国際軍団のごく初期に、彼らにセコンドとして帯同したこともある。
- 飯橋一敏

崩壊後は全日本プロレス社員を経て現在はプロレスリング・ノア勤務。実弟は元十両力士、プロレスラーの維新力浩司。

## フリー参戦選手
- シャチ横内
- エル・アキ
- 清美川梅之助
- 上田馬之助
- ミスター・ヒト
- キム・ドク
- マサ斎藤
- ミスター・セキ

## 来日外国人選手

### 男子選手
- アファ・アノアイ
- アリババ・マルスターニ
- アル・コステロ
- アル・ヘイズ
- アルゼンチン・アポロ
- アルバート・ウォール
- アレックス・スミルノフ
- アンジェロ・ポッフォ
- アンジェロ・モスカ
- アンドレ・ザ・ジャイアント（モンスター・ロシモフ）
- イアン・キャンベル
- イワン・コロフ
- イワン・ストロゴフ
- イワン・バイテン
- イワン・ブレストン
- ウィリアム・ホール
- エディ・グラハム
- エディ・サリバン
- エドワード・カーペンティア
- エミール・エルマンソー
- エル・クルセロ
- エル・コバルデ
- エル・ドーベルマン
- エローデス
- オックス・ベーカー
- オレイ・アンダーソン
- カーティス・イヤウケア
- カール・ゴッチ
- カール・ファジー
- カウボーイ・ボブ・エリス
- カサバブ
- カシモド
- カルロス・コロン
- カルロス・プラタ
- キース・ハート（英語版）
- キューバン・アサシン1号
- キューバン・アサシン2号
- キラー・カール・クラップ
- キラー・トーア・カマタ
- キラー・ブルックス
- ギル・ヘイズ
- クラッシャー・リソワスキー
- グラン・ラパン
- クルト・フォン・ヘス
- クレージー・セーラー・ホワイト
- グレート・ムルンバ
- グレッグ・ガニア
- ケビン・ヒューズ
- ケン・パテラ
- ゴージャス・ジョージ・ジュニア
- ゴードン・ネルソン
- サム・スティムボート
- ザ・キウイズ
- ザ・キラー
- ザ・ジャックナイフ
- ザ・ブルート
- ザ・プロフェッショナル
- ザ・モンゴリアン
- ザ・モンゴリアン1号
- ザ・モンゴリアン2号
- ザ・UFO
- ザ・USSR
- ジ・アトミック
- ジ・アンダーテイカー
- ジ・インベーダー
- ジ・エンフォーサー
- シーク・エルマンソー
- シーン・リーガン
- ジェイク・スミス
- ジェイク・ロバーツ
- ジェフ・ポーツ
- ジェリー・オーツ
- ジェリー・クリスティー
- ジェリー・ブラウン
- シカ・アノアイ
- ジプシー・ジョー
- ジム・ブランゼル
- ジャック・クレイボーン（英語版）
- ジャック・デ・ラサルテス
- ジャン・ウィルキンス
- ジョー・ルダック
- ジョージ・ゴーディエンコ
- ジョニー・バレンタイン
- ジョニー・パワーズ
- ジョン・ダ・シルバ
- ジョン・トロス
- ジルベール・ボワニー
- ジン・アンダーソン
- スウィート・ウィリアムス
- スーパー・アサシン
- スーパースター・ビリー・グラハム
- スカイ・ハイ・リー
- スカンドル・アクバ
- スタン・スタージャック
- スティーブ・オルソノスキー
- スパイク・ヒューバー
- ターザン・タイラー
- ダイナマイト・キッド
- ダスティ・ローデス
- ダニー・バビッチ
- ダニー・ホッジ
- ダニー・リンチ
- ダン・ミラー
- チーフ・ダニー・リトルベア
- チーフ・ブラック・イーグル
- チーフ・ホワイト・ウルフ
- チーフ・ホワイト・フェザー
- チャールズ・ベレッツ
- チン・リー
- ディーン・ホー
- ティエラ・ビエント・イ・フエゴ
- ディック・ザ・ブルーザー
- ディック・マードック
- ティト・コパ
- デール・ルイス
- テキサス・アウトロー
- テキサス・マッケンジー
- デビッド・シュルツ
- デビル・ブッチャー（英語版）
- テリー・ギッブス
- テリー・ラザン
- ドクター・デス
- トシ東郷
- トニー・チャールズ
- トニー・マリノ
- トム・スタントン
- ドリー・ディクソン
- ドン・ケント
- ドン・バス
- ドン・ムラコ
- ドン・レオ・ジョナサン
- ニック・カーター
- ニック・ボックウィンクル
- ネルソン・ロイヤル
- ノーベル・オースチン
- バーン・ガニア
- バスター・マシューズ
- パット・ケリー
- パット・ローチ
- バッファロー・ザリノフ
- バディ・ウォルフ
- バディ・オースチン
- バディ・コルト
- バディ・ロバーツ
- バロン・シクルナ
- バロン・フォン・ラシク
- ハンス・シュミット
- ビースト・コロンビア
- ピーター・メイビア
- ピエール・マーチン
- ビッグ・コマンチ
- ビッグ・ジョン・クイン
- ビッグ・ダディ・リッター
- ビリー・ジョイス
- ビル・ドロモ
- ビル・ハワード
- ビル・ミラー
- ビル・ロビンソン
- ビル・ワット
- ブッチャー・バション
- ブッチャー・ブラニガン
- ブッチャー・リンチ
- ブラック・ロッキード
- ブラックジャック・マリガン
- ブラックジャック・ランザ
- ブルーノ・アーリントン
- ブルーノ・ベッカー
- ブルドーザー・ビッグ・ベン
- ブルドッグ・ブラワー
- フレッド・カリー
- プロフェッサー・タナカ
- ヘイスタック・カルホーン
- ベルモ・サルバトーレ（英語版）
- ベン・アレキサンダー
- ホースト・ホフマン
- ポール・エラリング
- ホセ・アローヨ
- ホセ・ルイス・メンディエタ
- ボビー・クリスティー
- ボビー・スローター
- ボビー・ヒーナン
- ボブ・オートン
- ボブ・スウィータン
- ボブ・ブラッガーズ
- ボブ・マーカス
- マーク・ロコ
- マイク・ケリー
- マイク・ジョージ
- マイク・ボイエッティ
- マイク・マーテル
- マイク・ミラー
- マスクド・インターン
- マスクド・インベーダー
- マッドドッグ・バション
- マリオ・ミラノ
- ミスター・ギロチン
- ミネソタ・レッキング・クルー
- ミレ・ツルノ
- ムース・ショーラック
- メッサー・シュミット
- モーリス・バション・ジュニア
- モンゴリアン・ストンパー
- ラーズ・アンダーソン
- ラリー・シャープ
- ラリー・ヘニング
- ランディ・タイラー
- ランディ・ローズ
- リッキー・マーテル
- リック・オリバー
- リック・フレアー
- リッパー・コリンズ
- リップ・タイラー
- ルー・テーズ
- ルーク・グラハム
- ルーク・ブラウン
- ルター・レンジ
- レイ・キャンディ
- レイ・ゴールデン・アポロン
- レイ・スティーブンス
- レーン・ゴルト
- レオ・ロペス
- レジー・パークス
- レス・ソントン
- レッド・デビル
- レッド・バスチェン
- ロジャー・カービー
- ロッキー・ブリュワー
- ロン・バス
- ワイルド・アンガス
- ワイルド・サモアンズ
- ワフー・マクダニエル
- ワルドー・フォン・エリック

### 女子選手
- キティ・アダムス
- サンディ・パーカー
- シェリア・シェファード
- ジョイス・グレーブル
- スー・グリーン
- デイジー・メイ
- ドッティー・ダーンズ
- ドナ・クリスタネーロ
- トニー・ローズ
- ビッキー・ウィリアムス
- ファビュラス・ムーラ
- ペギー・パターソン
- ポーラ・ケイ
- レイラニ・カイ

## 来日外国人関係者
- グレート東郷（ブッカー）
- パーシー・プリングル3世（ザ・モンゴリアンズのマネージャー）
- バニー・キャロル（ジ・エンフォーサーのマネージャー）
- フレッド・アトキンス（レフェリー）

## DVD
プロレスのビデオ、DVDのソフト化は珍しいことではない。しかし、こと国際プロレスに関しては、TBS中継終期の名勝負はビデオソフト化され発売されたものの、東京12チャンネル放映時代の中・末期の映像は、団体の倒産及び中継終了以来、当時の映像の放映さえもほとんどなかった。わずかに、1997年にメインの実況を務めた杉浦滋男が死去した際、1977年3月に蔵前国技館で行われた第6回IWAワールド・シリーズ決勝戦（ラッシャー木村VSマッドドッグ・バション）の映像の一部が、テレビ東京のスポーツニュースの枠で流れた事例がある。東京12チャンネルがテレビ東京と社名を変更し、1985年に本社社屋を神谷町から虎ノ門（虎ノ門の局舎は2016年まで使用）に移転した際、その当時の映像は全て破棄されたという噂まであった。
DVD化は2007年3月になされた。1969年から1974年までのTBS時代の映像は新たに発掘されたものも含め『伝説の国際プロレス』、1974年から1981年までの東京12チャンネル時代の映像は『不滅の国際プロレス』と銘打ってポニーキャニオンから発売された。前者は竹内宏介が、後者は竹内とプロレスライターの流智美が監修を務めた。デイリースポーツによると、同2作品の企画者はポニーキャニオンの高原万平である。
2010年8月には、東京12チャンネル時代の映像を収録した『国際プロレス クロニクル』上巻が、2011年3月には同下巻がそれぞれクエストから発売された。『不滅の国際プロレス』同様に流智美が監修を務めた。東京12チャンネル時代を収録したDVDの映像は、同じ試合会場・同じカードであっても、ポニーキャニオン版とクエスト版で異なる場合がある。